# Pisco, Peru
Pisco (tiếng Quechua: Pisqu) là một thành phố nằm ở Bộ Ica của Peru, thủ phủ của tỉnh Pisco. Thành phố này cao hơn mực nước biển khoảng 9 mét (28 feet). Pisco được thành lập vào năm 1640, gần với địa điểm bản địa cùng tên. Pisco ban đầu thịnh vượng nhờ những vườn nho gần đó và trở nên nổi tiếng với rượu brandy hoặc pisco nho được xuất khẩu từ cảng biển. Pisco có dân số ước tính là 104.656 người (ước tính năm 2015).
1. ↑  Perú: Población estimada al 30 de junio y tasa de crecimiento de las ciudades capitales, por departamento, 2011 y 2015. Perú: Estimaciones y proyecciones de población total por sexo de las principales ciudades, 2012-2015 (Báo cáo). Instituto Nacional de Estadística e Informática. tháng 3 năm 2012. Truy cập ngày 3 tháng 6 năm 2015.
2. ↑  Pisco celebrates its 371st anniversary
3. ↑  Pisco (Peru) at Encyclopædia Britannica
4. ↑  "Peru population estimates at INEI.gob.pe". Bản gốc lưu trữ ngày 27 tháng 6 năm 2018. Truy cập ngày 30 tháng 9 năm 2020.